# Ephraim Katzir
Ephraim Katzir (in ebraico: אפרים קציר; Kiev, 16 maggio 1916 – Rehovot, 30 maggio 2009) è stato un biofisico israeliano, nonché quarto presidente di Israele dal 1973 al 1978.